# Geddelsbach

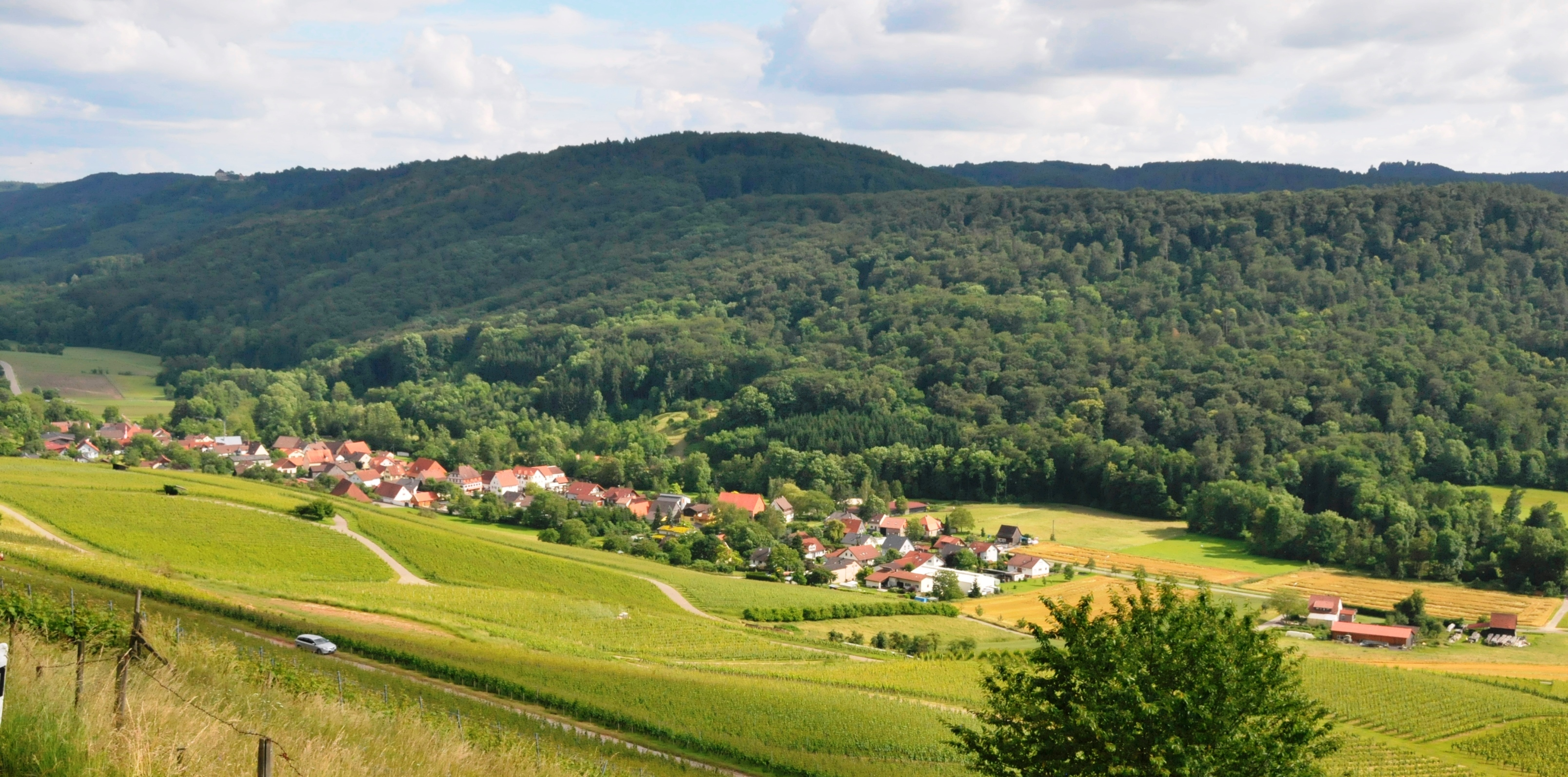
Geddelsbach aus NW

Geddelsbach ist ein Ortsteil von Bretzfeld im Hohenlohekreis im nördlichen Baden-Württemberg.

## Ortsgliederung
Geddelsbach liegt als Straßendorf am rechten Ufer der Brettach. Zur ehemaligen Gemeinde Geddelsbach gehören das Dorf Geddelsbach und der Weiler Hälden (auch zu Adolzfurt) sowie die abgegangenen Ortschaften Kropfstatt und Himmelsweiler.

## Geschichte
Die erste urkundliche Erwähnung von Geddelsbach stammt aus dem Jahre 1337. Alte Schreibweisen waren u. a. Geydelsbach und Geyselsbach. Der Ort war vermutlich Zugehör der Burg Heimberg. Im 15. Jahrhundert war der Ort im Besitz der Haller Patrizierfamilie Berler, die zu den Nachfahren der von Heimberg zählten. 1482 erwarb Graf Kraft von Hohenlohe den Ort. Das Haus Hohenlohe unterstellte Geddelsbach dem Amt Adolzfurt, und mit diesem kam der Ort in der Folgezeit an die Linie Hohenlohe-Waldenburg und später Hohenlohe-Waldenburg-Schillingsfürst. In Geddelsbach gab es einen eigenen Schultheißen. Als infolge des Reichsdeputationshauptschlusses die Hohenlohischen Lande 1806 ihre Unabhängigkeit verloren, kam auch Geddelsbach zum Königreich Württemberg. Dort wurde es dem Oberamt Öhringen und der Schultheißerei in Unterheimbach zugeordnet und wechselte 1812 in das Oberamt Weinsberg. 1847 wurde Geddelsbach zur selbstständigen politischen Gemeinde erhoben. Nach der Auflösung des Oberamts Weinsberg 1926 kam Geddelsbach wieder zum Oberamt Öhringen, das 1934 in Kreis Öhringen, 1938 in Landkreis Öhringen umbenannt wurde. Mit der Kreisreform 1973 kam Geddelsbach zum Hohenlohekreis. Am 1. Januar 1975 erfolgte der Zusammenschluss von Adolzfurt, Bitzfeld, Bretzfeld, Dimbach, Geddelsbach, Scheppach, Schwabbach, Siebeneich, Unterheimbach und Waldbach zur neuen Gemeinde Bretzfeld.
Geddelsbach blieb im Laufe der Zeit ein forst- und landwirtschaftlich geprägtes Dorf. Seit 1573 ist auch Weinbau im Ort nachgewiesen. 1686 gab es etwa 30 Wohnhäuser zuzüglich Nebengebäuden und damit etwa 150 Einwohner. Die Einwohnerschaft wuchs bis 1858 auf 373 Bewohner an, danach sank die Einwohnerzahl durch Ab- und Auswanderung bis 1939 auf 209 Personen ab. Nach dem Zweiten Weltkrieg nahm der Ort Vertriebene aus Rumänien und der Tschechoslowakei auf, die rund 11 Prozent der 265 Einwohner zählenden Wohnbevölkerung des Jahres 1950 ausmachten. 1961 waren noch rund 60 Prozent der Erwerbspersonen in Land- und Forstwirtschaft tätig.

## Religionen
Kirchlich war Geddelsbach von jeher eine Filiale von Unterheimbach, mit dem es im 16. Jahrhundert reformiert wurde und wo auch die Toten bestattet wurden. Einen eigenen Friedhof erhielt der traditionell fast rein protestantisch geprägte Ort erst zu Beginn des 20. Jahrhunderts. Die wenigen Katholiken wurden von Pfedelbach aus betreut, ihre Zahl wuchs erst nach dem Zweiten Weltkrieg durch die Vertriebenen aus traditionell katholischen Gegenden bedeutend an. Die Geddelsbacher Katholiken werden seit 1955 von der katholischen Pfarrei in Bretzfeld betreut.

## Wappen
Die Blasonierung des ehemaligen Gemeindewappens lautet: In von Gold und Rot gespaltenem Schild eine gestürzte Spitze in verwechselten Farben, in den goldenen Feldern je eine blaue Traube, in den roten Feldern oben eine, unten drei goldene Ähren.

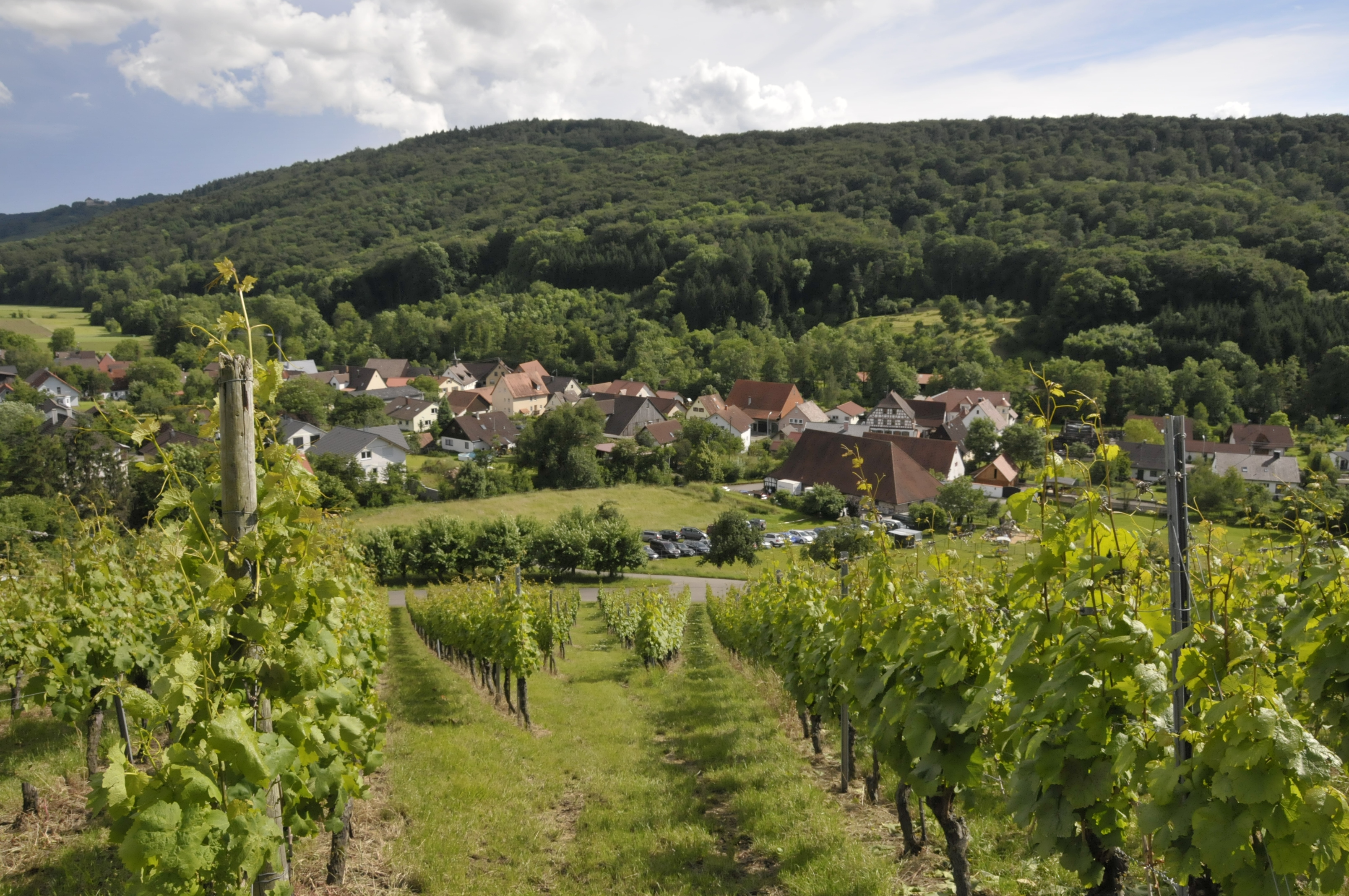
Geddelsbach aus NW
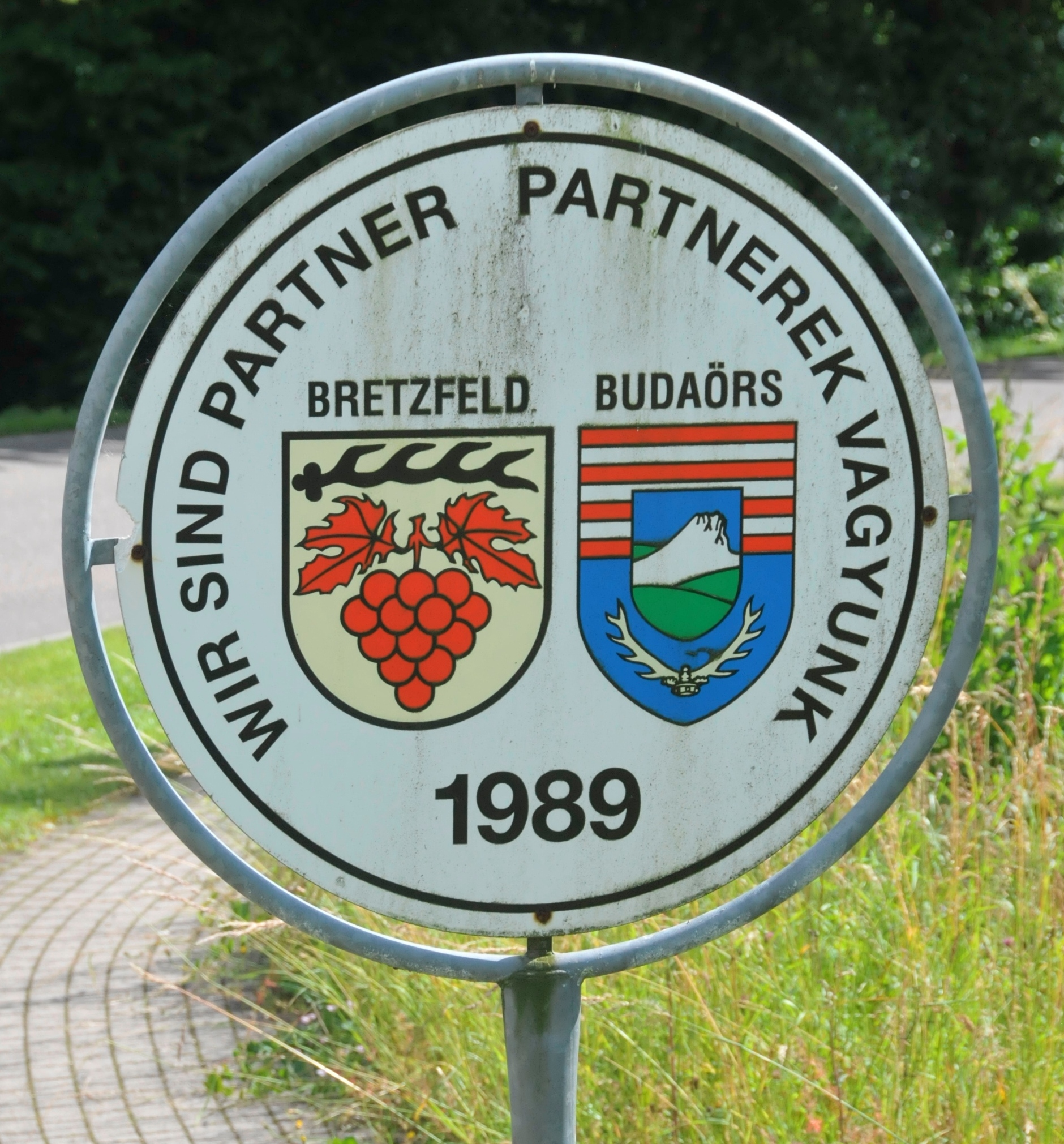
Schild zur Dokumentation der Partnerschaft mit Budaörs, steht in Geddelsbach
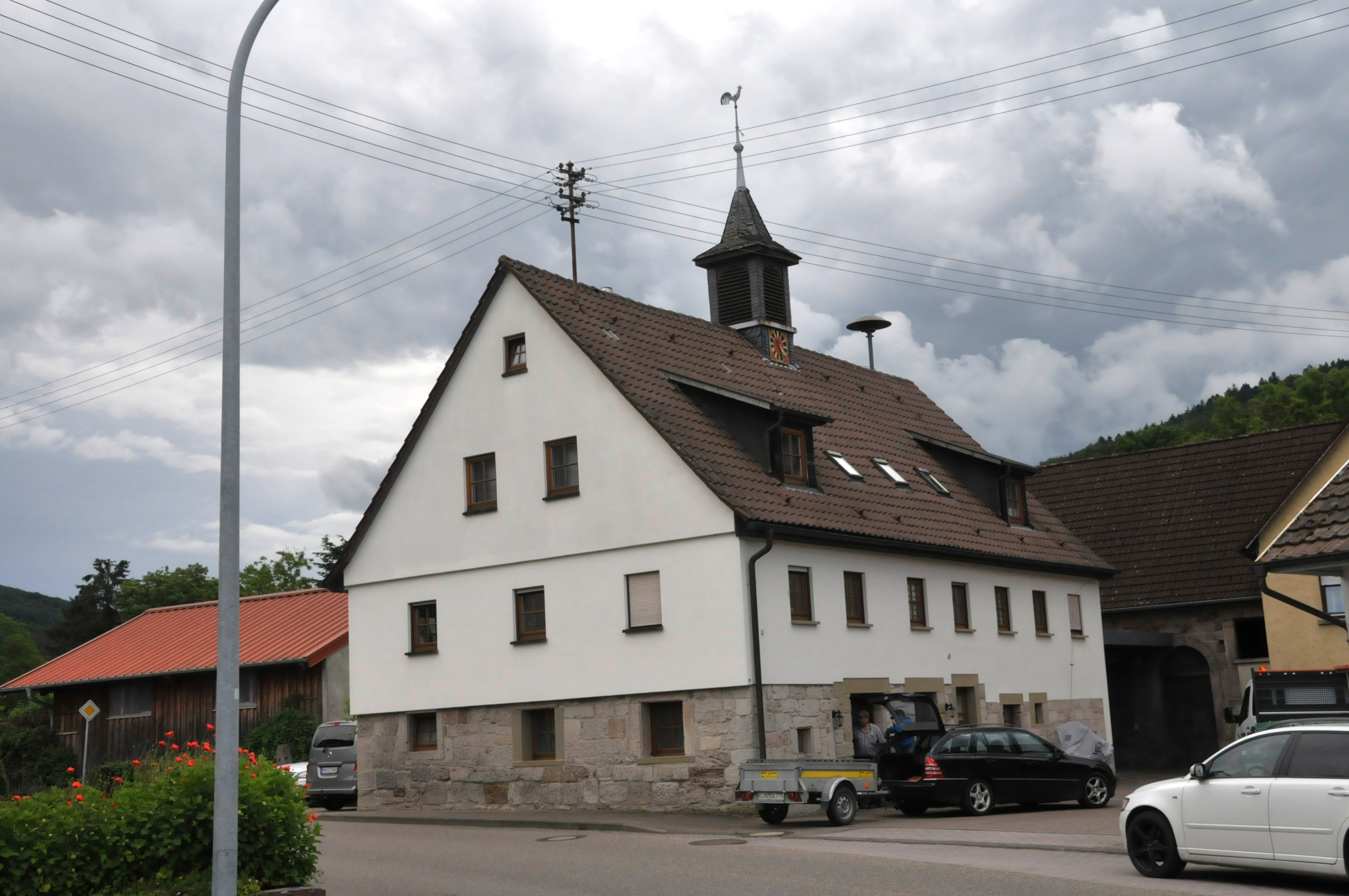
Ehemaliges Bürgermeisteramt, heute Wohnhaus. Es werden noch immer die Bewohner von der Glocke im Glockentürmchen stündlich an die Uhrzeit erinnert.
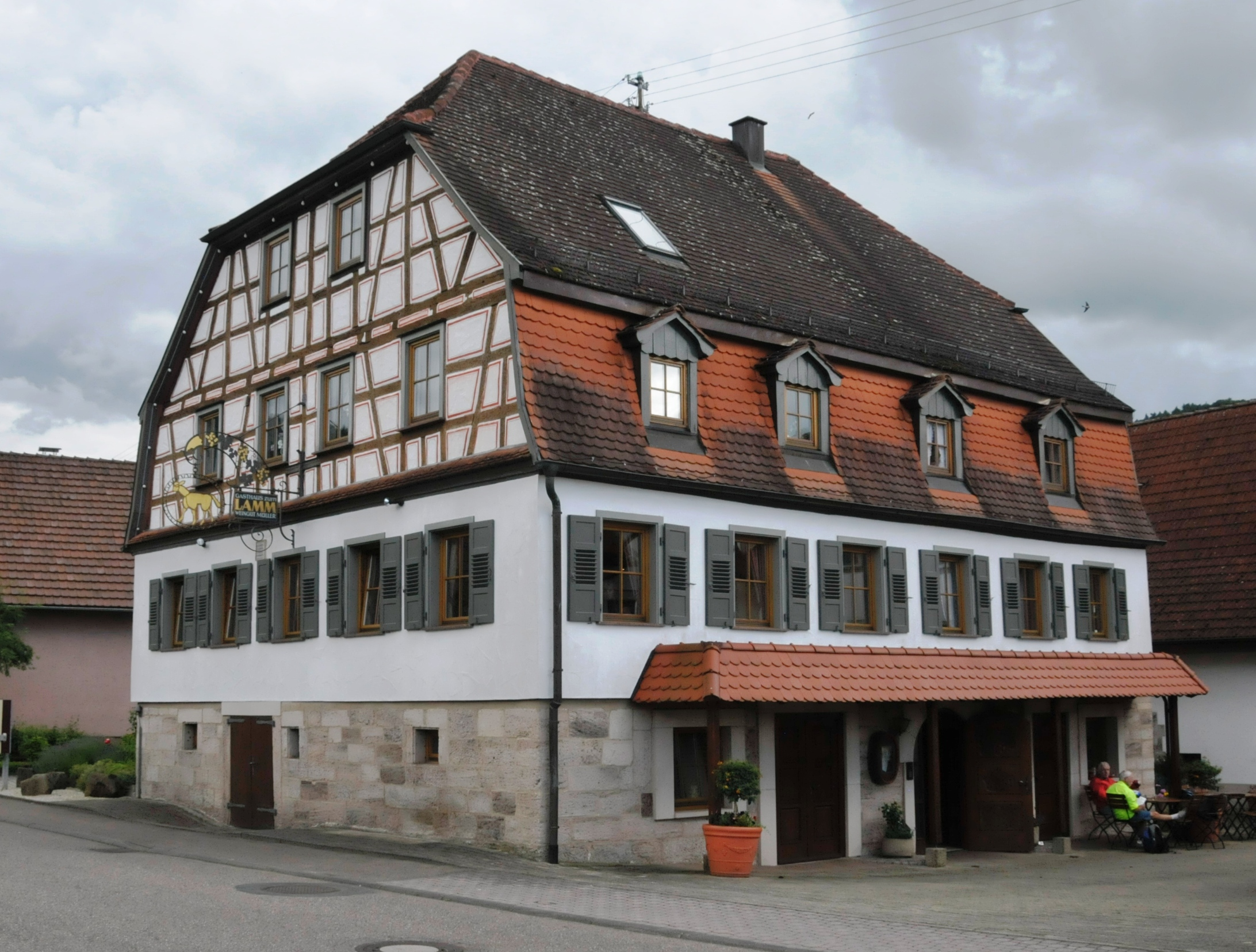
Gasthof zum Lamm
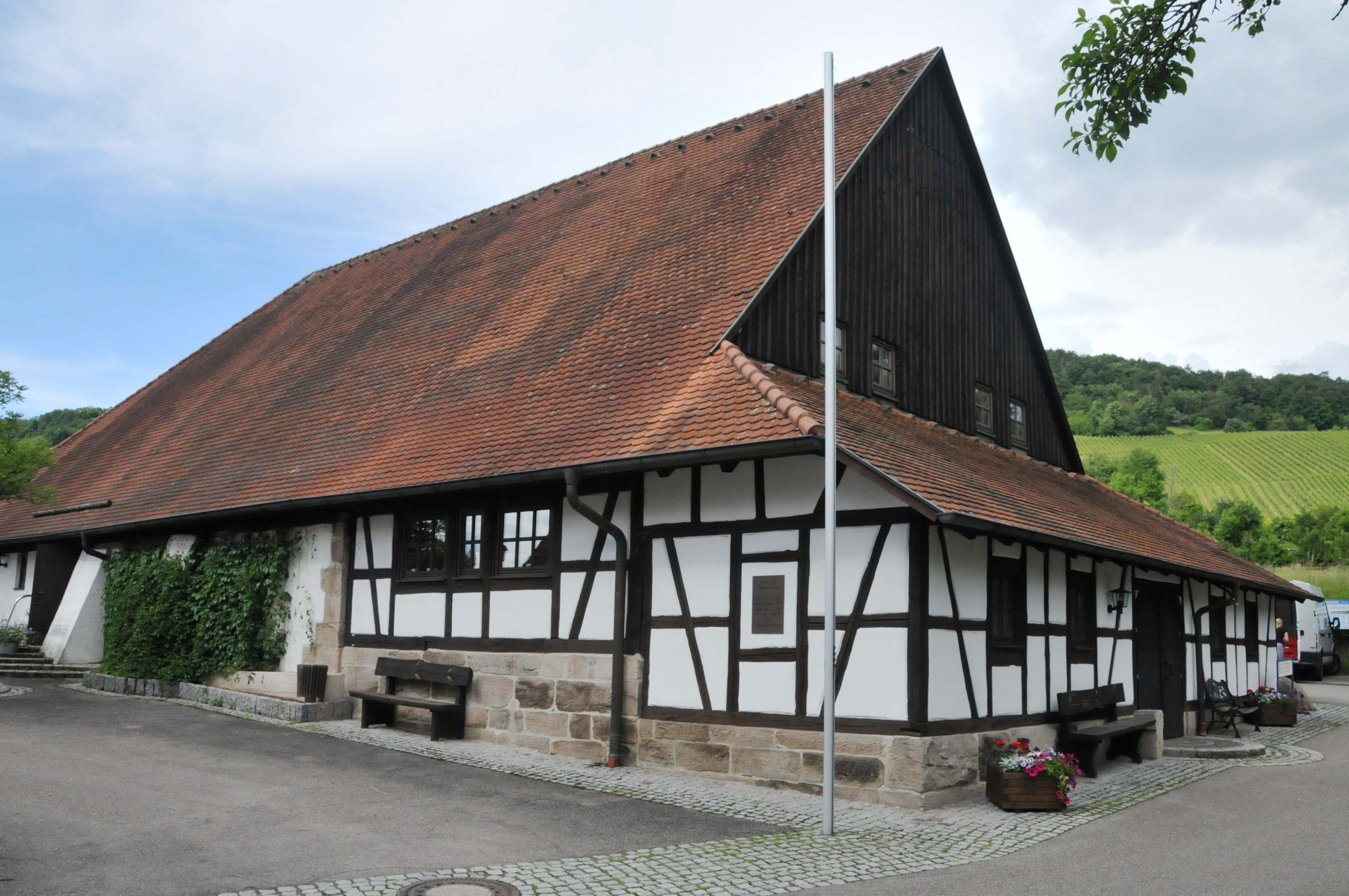
Alte Kelter
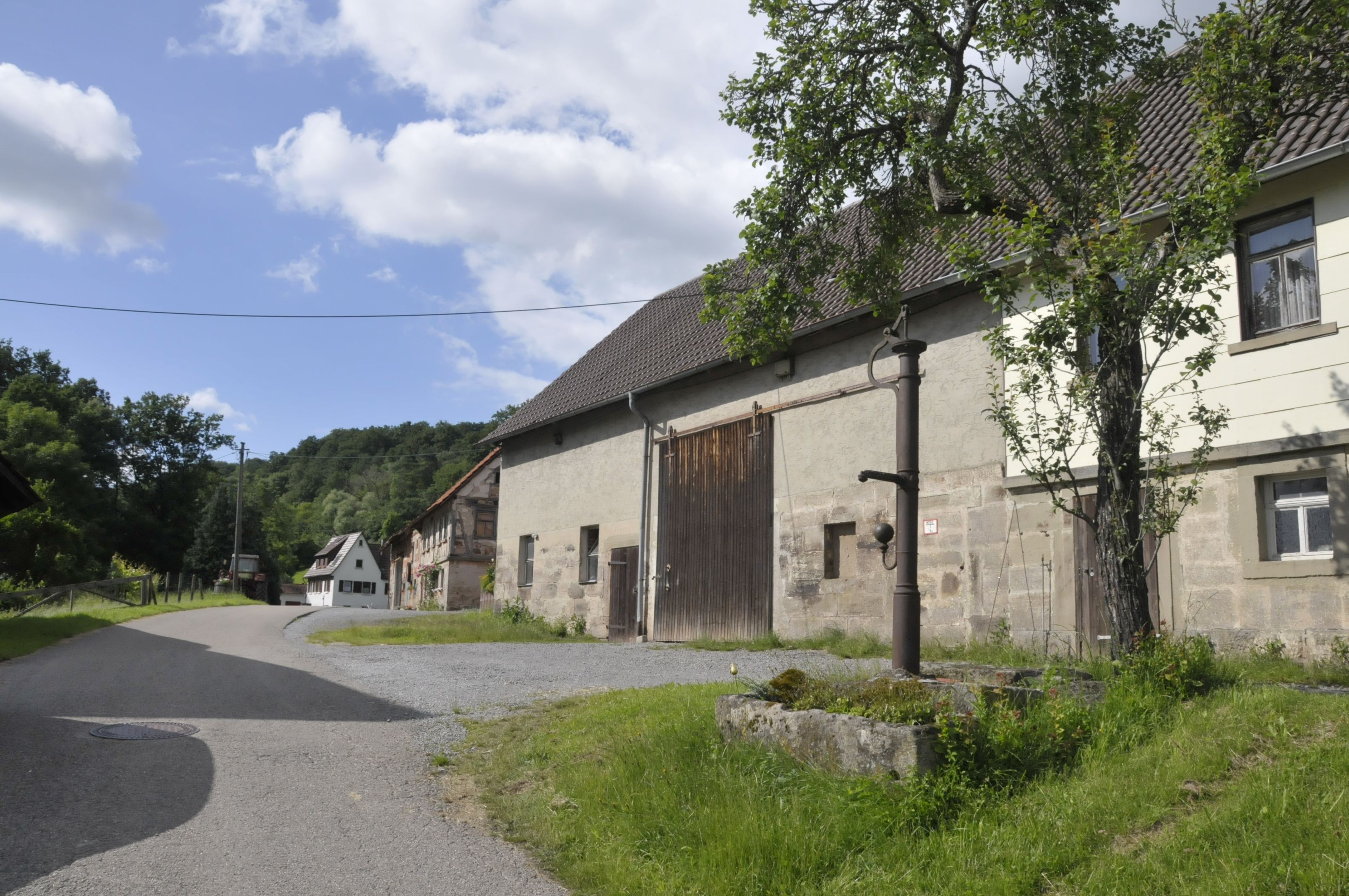
Ortsteil Geddelsbacher Hälden